# Gulögd trupial
Gulögd trupial (Agelasticus xanthophthalmus) är en fågel i familjen trupialer inom ordningen tättingar.

## Utseende och läte
Gulögd trupial är en medelstor medlem av familjen. Den är helt glansigt svart med vitt eller ljusgult öga och en spetsig svart näbb. Även jättekostaren har just öga, men är mycket större. Jämfört med liknande sammetstrupialen skiljer den sig genom det ljusa ögat, längre och spetsigare näbb samt kortare stjärt.

## Utbredning och systematik
Fågeln förekommer lokalt i sumpmarker i östra Ecuador och östra Peru. Den behandlas som monotypisk, det vill säga att den inte delas in i några underarter.

## Levnadssätt
Gulögd trupial hittas i fuktiga gräsmarker och gräskanter intill korvsjöar. Där födosöker den enstaka, i par eller smågrupper.

## Status
Arten har ett begränsat utbredningsområde, men beståndet är stabilt. IUCN kategoriserar arten som livskraftig.